# Eikla
Eikla (Duits: Euküll) is een plaats in de Estlandse gemeente Saaremaa, provincie Saaremaa. De plaats heeft de status van dorp (Estisch: küla).
Tot in december 2014 behoorde Eikla tot de gemeente Kaarma, tot in oktober 2017 tot de gemeente Lääne-Saare en sindsdien tot de fusiegemeente Saaremaa.

## Bevolking
Het dorp had 102 inwoners op 31 december 2011 en 90 inwoners op 31 december 2021.

## Geschiedenis
Eikla werd voor het eerst genoemd in 1550 onder de naam Eikul. In de 17e eeuw was Eikla als dorp verdwenen en het centrum van een landgoed geworden. Het houten landhuis van het landgoed, gebouwd in het midden van de 19e eeuw, is in particuliere handen. Het ligt in het buurdorp Koidula, dat in 1925 ontstond op het terrein van het voormalige landgoed.
In 1977 werden Koidula en Kaubi samengevoegd tot één dorp Eikla. In 1997 werd Eikla opgesplitst in drie dorpen: Koidula, Kaubi en Eikla. De naam Eikla ging naar een nieuwbouwwijk.